# Centre médical héliporté de Bra-sur-Lienne
 (juillet 2017).
Pour les articles homonymes, voir CMH.
Le Centre médical héliporté est une asbl belge d'aide médicale urgente installée à Bra-sur-Lienne, dans la commune de Lierneux, en province de Liège. Elle fournit un service médical d'urgence et de réanimation par vecteur héliporté ou terrestre si les conditions météorologiques ne permettent pas le vol. 
Le service se fait par réquisition de la Centrale 112 territorialement compétente, joignable 7 jours sur 7 et 24h sur 24 via le numéro d'urgence européen 112 en étant engagé tel un classique. 

## Histoire
Après l'échec de la mise en place du programme « héli-secours », créé par arrêté royal le 11 juin 1974 et confié à la protection civile, l'idée d'une aide médicale urgente héliportée resta dans certains esprits. L'asbl fut fondée le 26 décembre 1986 par le docteur Luc Maquoi afin de répondre aux importants délais d'intervention médicaux urgents dans cette partie rurale et peu densément peuplée de la Belgique (entre l'Ardenne et les Hautes Fagnes, dans le nord de la province de Luxembourg et le sud de la province de Liège). D'abord simplement active avec une ambulance, en octobre 1997, le CMH se dote d'un hélicoptère Sikorsky S-76 de la société Wiking pour réaliser ses missions de secours.

## Fonctionnement

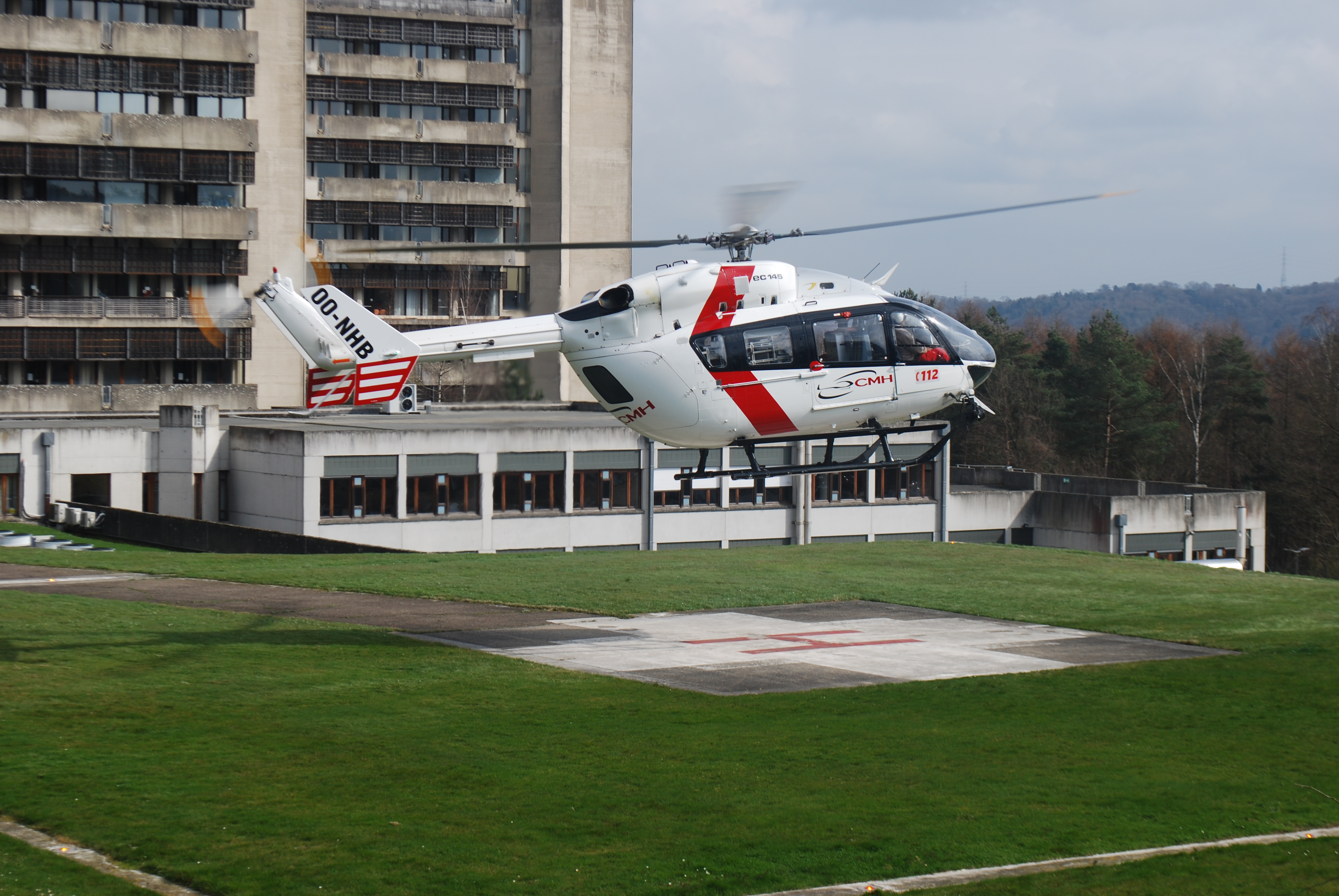
L'hélicoptère arrivant au centre hospitalier universitaire du Sart Tilman, à Liège en 2017.

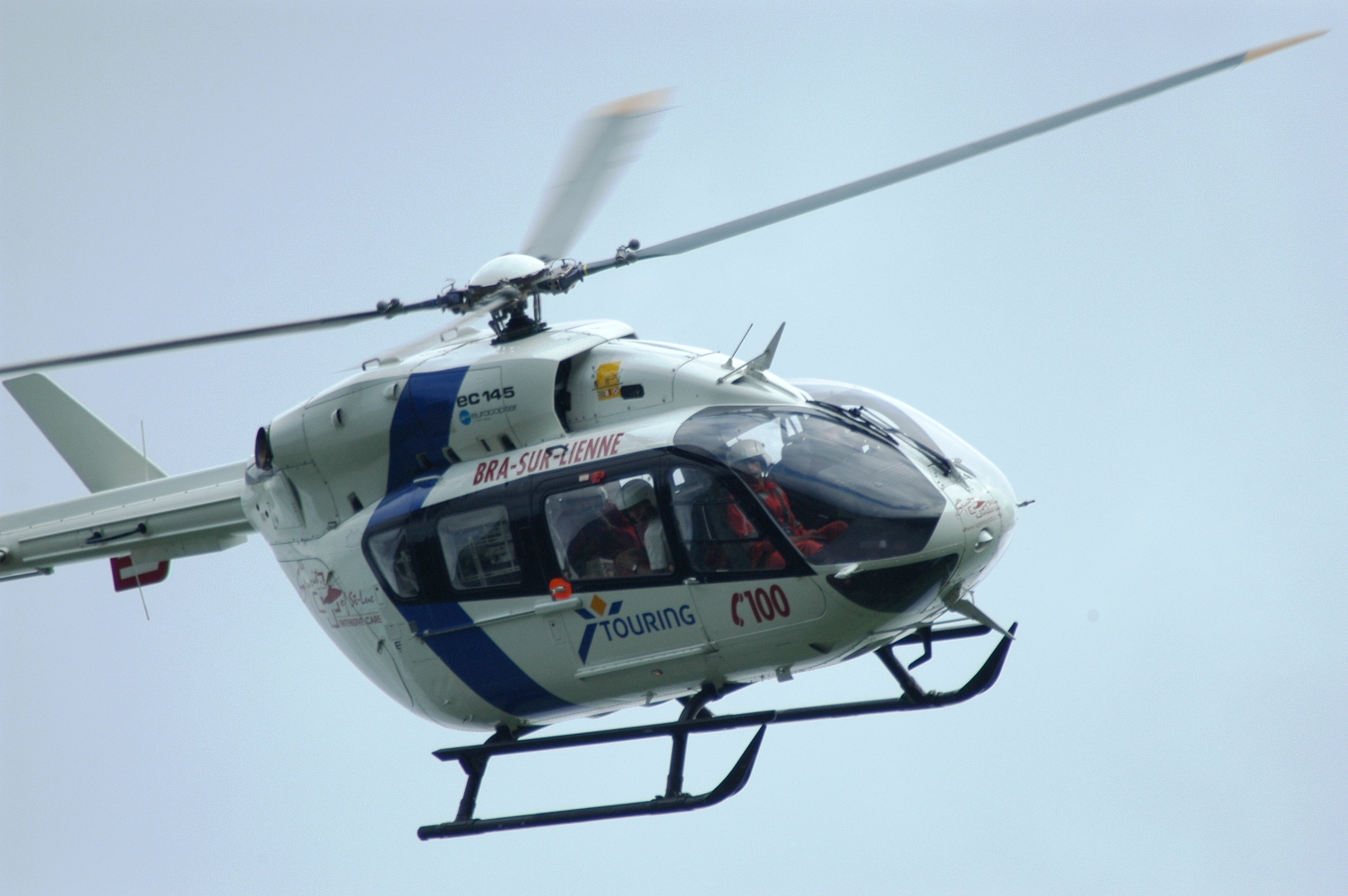
L'hélicoptère de type Eurocopter EC-145 fait office de SMUR.

Chaque équipe d’intervention du CMH est composée de trois intervenants :
- un médecin spécialisé en médecine d’urgence;
- un infirmier « SIAMU » (spécialisé en soins intensifs et en soins d’urgence);
- un pilote d’hélicoptère formé pour les missions de type médicales.

L’équipe permanente du Centre Médical Héliporté se compose de 10 médecins, de 9 infirmiers et de 5 pilotes. Mais l'équipe du CMH est composée également d'une équipe administrative ainsi que des bénévoles.
L'hélicoptère peut décoller de sa base en moins de 4 minutes.

## Subsides
L'asbl fonctionne via des cartes d'affiliation qui garantissent la gratuité des secours à tous les membres, par donations privées et par subventions de plusieurs communes et des provinces de Liège et de Luxembourg. Elle ne dispose d'aucune aide de l'état belge, ni même de reconnaissance officielle, mis à part le statut « d'expérimentation » depuis 2003 (au même titre qu'un autre service SMUR héliporté belge à Bruges).

Toutes les missions d'intervention par hélicoptère effectuées par le Centre Médical Héliporté font l'objet d'une facture adressée au(x) patient(s) secouru(s) (si et seulement si le(s) patient(s) a/ont bénéficié d'un geste médical posé par l'équipe du CMH). Si le patient bénéficie d'une carte d'affiliation du CMH, l'ASBL Centre Médical Héliporté prend à sa charge les frais d'intervention non couverts par la mutuelle ou toute(s) autre(s) assurance(s).

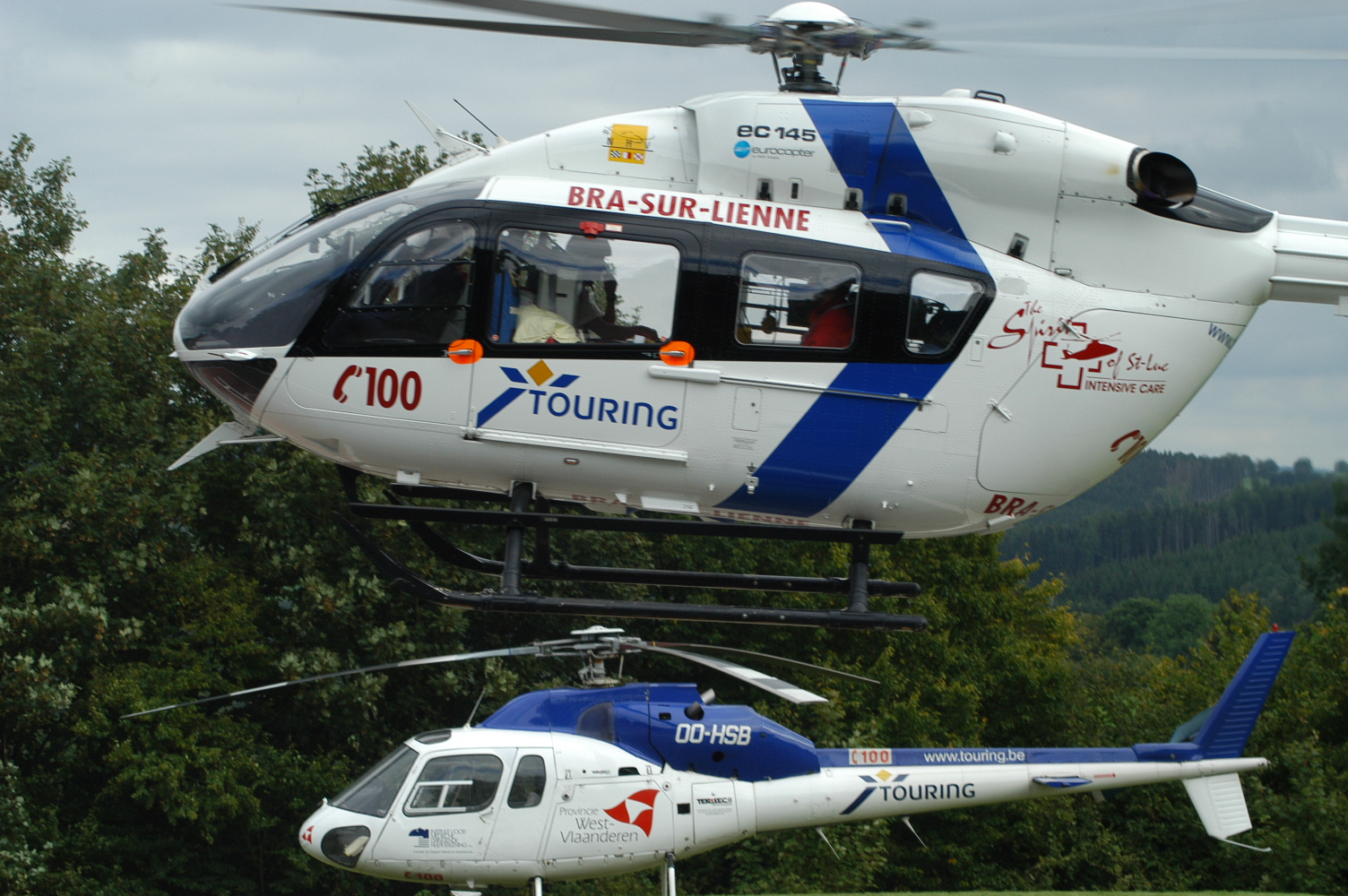
L'hélicoptère de Bra avec celui de Bruges, en 2007, les deux seuls SMUR héliportés belges.

## Appareils

### L'hélicoptère
Le CMH disposait d'un hélicoptère de type Eurocopter EC145 C2 jusqu'en juin 2021. 
Ensuite, en première européenne et en partenariat avec la société SAF (Service Aérien Français SA), le CMH se dote d'un Airbus H145 D3.

### Voiture
En cas d'indisponibilité de l'hélicoptère pour raisons techniques, météorologiques ou autres, le CMH dispose également d'un SMUR « roulant » classique.